# Et livligt Pensionat
Et livligt Pensionat er en dansk stumfilm fra 1917, der er instrueret af Lau Lauritzen Sr. efter manuskript af A.V. Olsen.

## Handling
Denne artikel mangler et handlingsreferat. Hjælp os med at skrive det.

## Medvirkende
- Betzy Kofoed - Frk. Trillesen, pensionatsværtinde
- Helen Gammeltoft - Anna, frk. Trillesens niece
- Rasmus Christiansen - Sørens Frisk, student
- Charles Willumsen - Glad, magister
- Christian Schrøder - Munter, rentier
- Lauritz Olsen - Lystig, agent